# Дамсон Ідріс
Дамсон Елейд-Бо Ідріс (англ. Damson Alade-Bo Idris) (нар. 2 вересня 1991) — британсько-нігерійський актор. Зіграв головну роль в кримінальній драмі Джона Сінглтона «Снігопад», прем'єра якої відбулась 5 липня 2017 року на каналі FX. Він зіграв головну роль в науково-фантастичному бойовику Netflix «За межею» (2021).

## Біографія
Ідріс народився в Пекемі, на південному сході Лондона, в сім'ї нігерійців-йоруба. Він молодший із шести дітей. Грав у регбі та футбол і мріяв стати наступним Кріштіану Роналду. У 2002 році потис руку королеві Єлизаветі II, коли його команда з регбі взяла участь у її Золотому ювілеї. Старші брати та сестри Ідріса — три брати та дві сестри — зробили корпоративну кар'єру у сфері права, бізнесу та інформаційних технологій. В результаті вивчав драму в Лондонському університеті Брунеля, де здобув ступінь бакалавра з відзнакою у сфері театру, кіно і телебачення. Потім він продовжив навчання в Школі акторської майстерності в Лондоні разом з такими акторами, як Джон Боєга, Летіція Райт та Малачі Кірбі.
У Брюнелі Ідріс познайомився з актрисою Кеті Тайсон, яка запропонувала йому познайомитися з Аде Соланке і пройти прослуховування на роль у її п'єсі «Скринька Пандори». Він отримав роль, підписав договір з агентом і почав грати в інших спектаклях. Також навчався в Identity School of Acting, заснованої Фемі Огунс. Після виступу в Королівському національному театрі в Лондоні Ідріс вирішив зайнятися ролями на телебаченні та в кіно. Він мав кілька ролей у британських серіалах, включаючи «Міранду» (2013 р.), «Лікарі» (2015 р.) та «Нещасний випадок» (2015 р.).
Проривна роль Ідріса — Франклін Сейнт, амбітний 19-річний торговець наркотиками з Лос-Анджелеса, у кримінальній драмі FX «Снігопад» від Джона Сінглтона, прем'єра якої відбулася у липні 2017 року. Перший сезон «Снігопада», дія якого відбувається в 1983 році, коли Сполучені Штати знаходяться на порозі епідемії кокаїнового креку, об'єднує історії кількох персонажів, життя яких скоро зіткнуться через наркотики. Ідріс пройшов відеопрослуховування в Лондоні, перш ніж вилетіти до Лос-Анджелеса, де провів день із Сінглтоном, який хотів переконатися, що Ідріс володіє акцентом. Щоб практикувати свій американський акцент, він працював з репером WC, який навчив його не лише автентичному акценту, а й манерам, характерним для південного центру Лос-Анджелеса. Ідріс отримав гарні відгуки за свій виступ; Малкольм Венейбл з TV Guide назвав його «нічим іншим, як чарівним». Прем'єра другої серії «Снігопада», дія якої відбувається у 1984 році, відбулася у липні 2018 року.
Ідріс отримав свою першу роль на великому екрані у 2016 році у британському трилері «Місто крихітних вогнів» із Різом Ахмедом у головній ролі. У 2017 році він дебютував в американському кіно у фільмі «Меган Ліві» разом із Кейт Мара, яка грала головну героїню в однойменному фільмі про війну. Ідріс також зіграв роль агента ФБР у фільмі 2018 «Пасажир» з Ліамом Нісоном; і знявся в Farming разом з Кейт Бекінсейл. Farming — напівавтобіографічна історія нігерійсько-британського актора Адевале Акінуойє-Агбадже, який зняв фільм.
Ідріс грає персонажа, заснованого на Акінуойє-Агбадже, який, як і багато нігерійців наприкінці 20 століття, був «відданий на відкуп» білій родині у Великій Британії в надії на краще життя, тоді як Бекінсейл зображує його сувору названу мати. У 2019 році Демсон за свою роль отримав нагороду за найкращу чоловічу роль у британському фільмі на Единбурзькому кінофестивалі. Він також з'являється у другому епізоді п'ятого сезону антологічного серіалу «Чорне дзеркало».
У травні 2017 року Ідріс отримав нагороду Emerging Talent Award на 12-й церемонії вручення кінопремії Screen Nation Film and Television Awards у Лондоні.

## Фільмографія

### Фільми
| Рік  |   | Українська назва       | Оригінальна назва   | Роль                 |
| ---- | - | ---------------------- | ------------------- | -------------------- |
| 2016 | ф | Місто крихітних вогнів | City of Tiny Lights | Хаким                |
| 2017 | ф | Меган Ліві             | Megan Leavey        | Майкл Форман         |
| 2018 | ф | Пасажир                | The Commuter        | агент Деніс          |
| 2018 | ф | Астрал                 | Astral              | Джордан              |
| 2018 | ф |                        | Farming             | Єнітан               |
| 2021 | ф | За межею               | Outside the Wire    | лейтенант Томас Гарп |
| 2025 | ф | Формула-1              | F1                  | Джошуа "Ной" Пірс    |

### Серіали
| Рік       |   | Українська назва | Оригінальна назва | Роль                                               |
| --------- | - | ---------------- | ----------------- | -------------------------------------------------- |
| 2013      | с | Міранда          | Miranda           | мешканець передмістя (Епізод: "A Brief Encounter") |
| 2015      | с | Потерпілий       | Casualty          | Леон Джеймс (Епізод: "Heart Over Head")            |
| 2015      | с | Лікарі           | Doctors           | Кріспін Норткот (Епізод: "Surrogate Dad")          |
| 2017—2023 | с |                  | Snowfall          | Франклін Сейнт (61 епізод)                         |
| 2019      | с | Сутінкова зона   | The Twilight Zone | Доріан Гаррісон (Епізод: "Replay")                 |
| 2019      | с | Чорне дзеркало   | Black Mirror      | Джейден Томмінс (Епізод: "Smithereens")            |
| 2023      | с |                  | Swarm             | Халід (Епізод: "Stung")                            |